# Samir Karabašić
Samir Karabašić (ur. 12 grudnia 1966 w Bihaciu) – bośniacki kajakarz.

## Życiorys
Karabašić pochodzi z Bihacia. Jego trenerem był Senad Zulic.  Kajakarz od 1991 roku nie trenował, ponieważ został wcielony do wojska podczas trwającej tam wojny. Przydzielono go do sił specjalnych, aby móc wykorzystać jego wiedzę o bośniackich rzekach. Aby wziąć udział w 1995 roku w mistrzostwach świata, został wywieziony helikopterem z terenu działań wojennych. Niewiele brakowało, a nie wystartowałby w igrzyskach olimpijskich, ponieważ podczas treningu rozpadł mu się kajak. Wspomógł go późniejszy złoty medalista Scott Shipley, który pożyczył mu jeden ze swoich kajaków. Na Letnich Igrzyskach Olimpijskich 1996 w Atlancie Karabašić zajął 41. miejsce w kategorii K-1. Był jednym z dziewięciu sportowców  z Bośni startujących w igrzyskach.
Scott Shipley za udzieloną Karabašiciowi pomoc otrzymał od Amerykańskiego Komitetu Olimpijskiego nagrodę Jack Kelly Fair Play.